# دونگ هیون کیم
کیم دونگ-هیون (کره‌ای: 김동현، انگلیسی: Kim Dong-hyun، زادهٔ ۱۷ اوت ۱۹۸۱)، انگلیسی شده به صورت دونگ هیون کیم (انگلیسی: Dong Hyun Kim)، یک بازنشستهٔ هنرهای رزمی ترکیبی اهل کره جنوبی است که به‌طور قابل توجه ای در دستهٔ ولتروزنِ یواف‌سی مبارزه کرد. او پس از مبارزه در پروموشن ژاپنی دیپ و پروموشن کره‌ای اسپیریت ام‌سی، توسط یواف‌سی به کار گرفته شد.